# Froelichia lanata
Froelichia lanata är en amarantväxtart som beskrevs av Nils Johan Andersson. Froelichia lanata ingår i släktet Froelichia och familjen amarantväxter. Inga underarter finns listade i Catalogue of Life.